# Радіоліз
Радіо́ліз — розкладання хімічних сполук під дією йонізуючого випромінювання з утворенням вільних радикалів. Предмет вивчення радіаційної хімії.
Термін може означати:
1. Розщеплення зв'язку або зв'язків у сполуках під дією випромінення високої енергії, що супроводиться розкладанням речовини, перегрупуваннями та ін.
2. Сукупність усіх хімічних змін в об'єкті як наслідок поглинання йонізаційного випромінення.
3. Менш строго — сукупність методів, заснованих на використанні високоенергетичного опромінення (наприклад, пульсрадіоліз) для радіохімічних реакцій, які не обов'язково йдуть з розщепленням зв'язків.

Радіоліз води:
{\displaystyle \mathrm {H_{2}O} \rightarrow \mathrm {H_{2}O} ^{*}\rightarrow \mathrm {H} ^{\bullet }+\mathrm {OH} ^{\bullet }} Гідроксильна група
{\displaystyle \mathrm {H} ^{\bullet }+\mathrm {H} ^{\bullet }\rightarrow \mathrm {H_{2}} }
{\displaystyle \mathrm {OH} ^{\bullet }+\mathrm {OH} ^{\bullet }\rightarrow \mathrm {H_{2}O_{2}} } пероксид водню
{\displaystyle \mathrm {H} ^{\bullet }+\mathrm {OH} ^{\bullet }\rightarrow \mathrm {H_{2}O} }
Кількісна характеристика радіолізу — радіаційно-хімічний вихід.
Авторадіоліз — радіоліз радіоактивних матеріалів, що є прямим чи непрямим результатом їх радіоактивного розпаду.